# Tim Allhoff

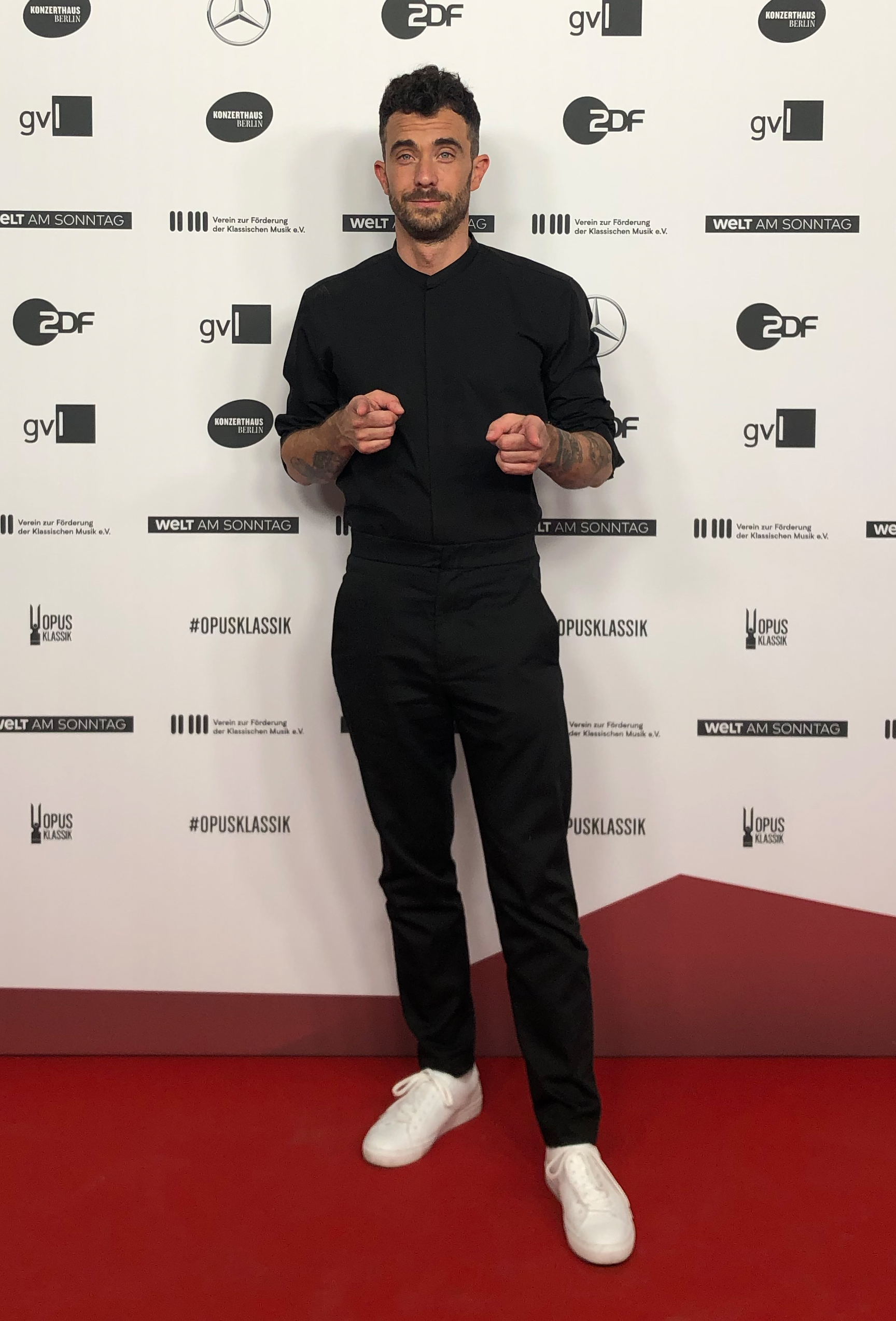
Tim Allhoff (2021)

Tim Allhoff (* 1980 in Augsburg) ist ein deutscher Pianist und Komponist.

## Leben
Allhoff wuchs in einem musikalischen Umfeld auf und erlernte das Klavierspiel zunächst autodidaktisch. Von 2002 bis 2007 studierte er am Richard-Strauss-Konservatorium Jazz-Klavier. Während seines Studiums gewann er 2006 den zweiten Preis beim Münchner Gasteig-Wettbewerb.
2008 gründete er sein eigenes Trio mit dem Kontrabassisten Andreas Kurz und Schlagzeuger Bastian Jütte, mit welchem er 2010 den Neuen Deutschen Jazzpreis gewann. Das Debüt-Album Prelude erschien 2010, und Allhoff wurde hierfür mit dem ECHO Jazz als Newcomer des Jahres National ausgezeichnet.
2012 präsentierte er mit seinem Trio das zweite Album Hassliebe, welches ebenfalls mit dem ECHO Jazz ausgezeichnet wurde. Es folgten das Trio-Album Kid Icarus (2014), sein erstes Solo-Album mit dem Titel Lovebox Sessions (2015) und das vierte Trio-Album There Will Be Light (2017).
Allhoff arbeitete unter anderem mit Fatma Said, Angelique Kidjo, Eldbjørg Hemsing, Larry Grenadier, Ane Brun, Jeff Ballard, Rachel Portman, Lucienne Renaudin-Vary, Jules Buckley, dem Filmorchester Babelsberg, dem Konzerthausorchester Berlin, dem Orchestre de Chambre de Paris, und vielen anderen zusammen.
Er gastierte unter anderem beim Opus Klassik, Rheingau Musik Festival, beim Weltwirtschaftsforum in Davos, der Philharmonie München, Elbjazz Festival und der Jazzwoche Burghausen.
Neben seiner Arbeit als Pianist und Komponist, ist er auch als Arrangeur und Auftragskomponist aktiv. So schrieb er zum Beispiel die Musik des Eröffnungskonzerts für das Weltwirtschaftsforum 2025 und für Orchester wie das Orchestre de Chambre de Paris oder die NDR Radiophilharmonie. Als Arrangeur und Orchestrator  war er unter anderem auch an Filmmusiken wie Das letzte Schweigen, Whatever Happens sowie der Hollywood-Produktion Sleepless mit Jamie Foxx tätig.
2019 wurde Allhoff für den Preis der Deutschen Musikautoren nominiert. Im selben Jahr unterzeichnete einen Vertrag beim Label Sony Classical, wo er sein Debüt als Solo-Pianist Sixteen Pieces for Piano veröffentlichte.
Allhoff ist offizieller Ambassador für Boston Pianos, designed by Steinway & Sons.
Mit seinem Album BACH erscheint 2025 die erste rein klassische Einspielung des Pianisten.
Tim Allhoff lebt und arbeitet, soweit er nicht gerade tourt, in München.

## Veröffentlichungen
- Tim Allhoff Trio: Prelude (2009, double moon/jazzthing next generation)
- Tim Allhoff Trio: Hassliebe (2012, care music)[3]
- The Big Jazz Thing: A Next Generation Celebration (2013, double moon/jazzthing next generation)
- Tim Allhoff Trio: Kid Icarus (2014, care music)
- Tim Allhoff: Lovebox Sessions (2015, Unit Records)
- Tim Allhoff Trio: There Will Be Light (2017, Unit Records)
- Tim Allhoff: Lepus (2019, Unit Records)
- Tim Allhoff: Sixteen Pieces for Piano (2020, Sony Classical/Okeh Records)
- Tim Allhoff: MORLA (2022, Edel/Neue Meister)
- Tim Allhoff: Silence Is Something You Can Actually Hear (2022, Edel/Neue Meister)
- Tim Allhoff: BACH (2025, Edel/Berlin Classics)

## Auszeichnungen und Preise
- 2006: Münchner Gasteig-Wettbewerb (2. Platz)
- 2008: Kunstförderpreis der Stadt Augsburg
- 2010: Neuer Deutscher Jazzpreis für das Tim Allhoff Trio[4]
- 2010: Jazzförderpreis der Stadt Ingolstadt
- 2011: ECHO Jazz (Newcomer des Jahres National)
- 2013: Bayerischer Kunstförderpreis[5]
- 2019: Deutscher Musikautorenpreis (Nominierung)